# 稲荷神社 (さいたま市岩槻区高曽根)
稲荷神社（いなりじんじゃ）は、埼玉県さいたま市岩槻区の神社。

## 歴史
創建年代は不明である。ただ江戸時代後期の地誌『新編武蔵風土記稿』に、「蓮花院」の境内社「稲荷社」として掲載されていることから、少なくとも江戸時代後期には既に存在していたものと推測される。蓮花院は真言宗の寺院であったが、明治初期の神仏分離により、廃寺に追い込まれた。
1873年（明治6年）、近代社格制度に基づく「村社」に列せられた。
当社の本殿には、稲荷大明神像と荼枳尼天像が安置されている。荼枳尼天はインド発祥の仏教の神（天）であるが、日本では稲荷神と習合し、白狐にまたがる天女として表される。当社の像も狐にまたがっている。

## 交通アクセス
- 路線バス末田停留所より徒歩7分。